# Municipio de Riverton (condado de Floyd)
El municipio de Riverton (en inglés: Riverton Township) es un municipio ubicado en el condado de Floyd en el estado estadounidense de Iowa. En el año 2010 tenía una población de 463 habitantes y una densidad poblacional de 4,04 personas por km².

## Geografía
El municipio de Riverton se encuentra ubicado en las coordenadas 42°57′29″N 92°35′50″O / 42.95806, -92.59722. Según la Oficina del Censo de los Estados Unidos, el municipio tiene una superficie total de 114.65 km², de la cual 114,23 km² corresponden a tierra firme y (0,37 %) 0,42 km² es agua.

## Demografía
Según el censo de 2010, había 463 personas residiendo en el municipio de Riverton. La densidad de población era de 4,04 hab./km². De los 463 habitantes, el municipio de Riverton estaba compuesto por el 99,14 % blancos y el 0,86 % eran de una mezcla de razas. Del total de la población el 1,3 % eran hispanos o latinos de cualquier raza.